# 長岡慎
長岡 慎（ながおか しん、1947年 - ）は、島根県松江市出身のホルン奏者。東京芸術大学卒業。日本ホルン協会会員。

## 来歴
1976年に東京フィルハーモニー交響楽団に首席ホルン奏者として入団し、15年間在籍する。それと並行して東京ブラスアンサンブルのメンバーとしても活躍した。
東京フィルハーモニー交響楽団の事務局を経て、2003年には松江市総合文化センター プラバホールのアートディレクターに就任する。
1980年代前半には、渡辺貞夫、松山千春、中島みゆき、南佳孝などのミュージシャンの作品にホルン演奏で参加している。
2014年にプラバホールの芸術監督に就任し、コンサートの企画や運営などに携わっている。

## 主なレコーディング参加作品
- 宮川泰 – 『Be Forever Yamato ヤマトよ永遠に 音楽集 PART 1』
- 渡辺貞夫 – 『How's Everything』
- 加山雄三 – 『愛する時は今』
- 南佳孝 – 『SILKSCREEN』
- 宮川泰 – 『交響組曲 宇宙戦艦ヤマトIII』
- 松山千春 – 『時代をこえて』
- 河合奈保子 – 『サマー・ヒロイン』
- 宮川泰・羽田健太郎 – 『Final Yamato 宇宙戦艦ヤマト 完結編 テーマ音楽集I』
- 中島みゆき – 『予感』
- 河野土洋 – 『交響絵巻 異次元童話 宇宙皇子II 地上篇』